# Антоновка (Розовский район)
Антоновка (укр. Антонівка) — село,
Азовский сельский совет,
Розовский район,
Запорожская область,
Украина.
Код КОАТУУ — 2324980203. Население по переписи 2001 года составляло 260 человек.

## Географическое положение
Село Антоновка находится на расстоянии в 1 км от реки Сухие Ялы,
в 4-х км от сёл Святотроицкое и Заря.
По селу протекает пересыхающий ручей с запрудой.

## История
- Село основано в 1823 году 26 семьями из Западной Пруссии (район Данцига и Эльблонга (нем. Kreis Elbing)) как немецкая колония поселенцев № 16, «Tiegenort».

### Религия
Село принадлежало католическому приходу Эйхвальд (нем. Pfarrei Eichwald).

## Известные личности
Первыми переселенцами, основавшими село, были: Bart / Barth Friedrich, Birscheminske, Dombrowski, Erdmann, Feuerstein, Germin, Grunsky, Guschekowsky, Hagen, Kiderowski, Lippert, Malaschinsky, Merkowsky, Mitlewski, Opaterno, Petrowsky, Reichert, Ritter, Sowetsky, Surmanow, Schikowski, Schimanoswski, Schreiber, Wasmann, Wellem, Werner.

## Статистика роста населения
Численность населения: 439 человек (1859 г.), 504 человека (1905 г.), 607 человек (1918 г.), 260 человек (2001 г.)